# Мурсалов, Вугар Миразбар оглы
Вугар Миразбар оглы Мурсалов (азерб. Vüqar Mirəzbər oğlu Mürsəlov; 10 марта 1963, Пришиб, Астрахан-Базарский район — 9 июня 1992, Джамилли, Тертерский район) — сотрудник правоохранительных органов Азербайджанской республики, Национальный Герой Азербайджана (1992).

## Биография
Родился Вугар Мурсалов 10 марта 1963 года в городе Гёйтепе, Джалилабадского района, Азербайджанской ССР. В 1980 году завершил обучение в средней школе № 1 города Гёйтепе. Продолжил получать профессиональное образование в Бакинской профессионально-технической школе № 67. Затем поступил на обучение в Бакинский политехнический техникум, который окончил с отличными оценками. В 1982 году был призван на действительную срочную военную службу. Служил в Бресте, в Белоруссии в танковых войсках. Гвардии старший сержант. Демобилизовался в 1984 году. Свою трудовую деятельность он начал на Гейтепинском авторемонтном заводе.
В 1991 году, когда на территории Нагорного Карабаха начались военные действия, Мурсалов добровольно записывается в Отряд милиции особого назначения и встаёт на защиту интересов Азербайджана. Он участвовал в боевых действиях на территории Физулинского, Агдамского, Лачинского, Шушинского, Геранбойского, Агдеринского районов. Неоднократно в боях проявлял героизм и отвагу, помогал раненым своим боевым товарищам выходить из поля битвы. 9 июня 1992 года бойцы противника перешли в наступление в направлении села Джамилли Тертерского района. Мурсалов принимал участие в обороне населённого пункта, сражался до последнего вздоха. Снайперский выстрел смертельно ранил Вугара Мурсалова.
Был холост.

## Память
Указом Президента Азербайджанской Республики № 264 от 8 октября 1992 года Вугару Миразбар оглы Мурсалову было присвоено звание Национального Героя Азербайджана (посмертно).
Похоронен в Аллее Шехидов города Баку Республики Азербайджан.
Средняя школа, в которой учился Герой в городе Гёйтепе, носит имя Национального Героя Азербайджана Вугара Мурсалова. В центре города Гёйтепе установлен бюст Герою. В городах Тертер, Гёйтепе и Джалилабад имеются улицы, названные в его честь.